# أحمد علي المواوي
أحمد علي الموواي (1897-1979) هو لواء سابق في الجيش المصري. وكان قائد الجيش المصري في فلسطين في حرب 1948.

## حياته
أصله من قرية مشطا مركز طما محافظة سوهاج[ ؟ ].
- تخرج من الكلية الحربية المصرية في عام 1918.
- عين برتبة رائد كرئيس التدريب لقسم العمليات الحربية.
- تم ترقيته لرتبة العميد في عام 1945 وأصبح قائداً للواء المشاة الرابع بالجيش المصري.
- تم ترقيته كقائد للمشاة في عام 1947.

## حرب فلسطين
مع تصاعد الصراع عام 1948 نقل مقر قيادته إلى العريش. في 14 مايو 1948 صدر مرسوم ملكي بترقيته إلى رتبة اللواء وعين قائدًا للقطاع الجنوبي من الجيش المصري بمسرح القتال في فلسطين.
وكانت قواته بها حوالي 10,000 جندي موزعة في خمس كتائب.

## تراثه
- سميت قرية على اسمه قرب كفر الدوار بمحافظة البحيرة[ ؟ ].[1]
- تم تألف كتاب بالإنجليزية عن حياته في 2010.[2]